# Bogudes

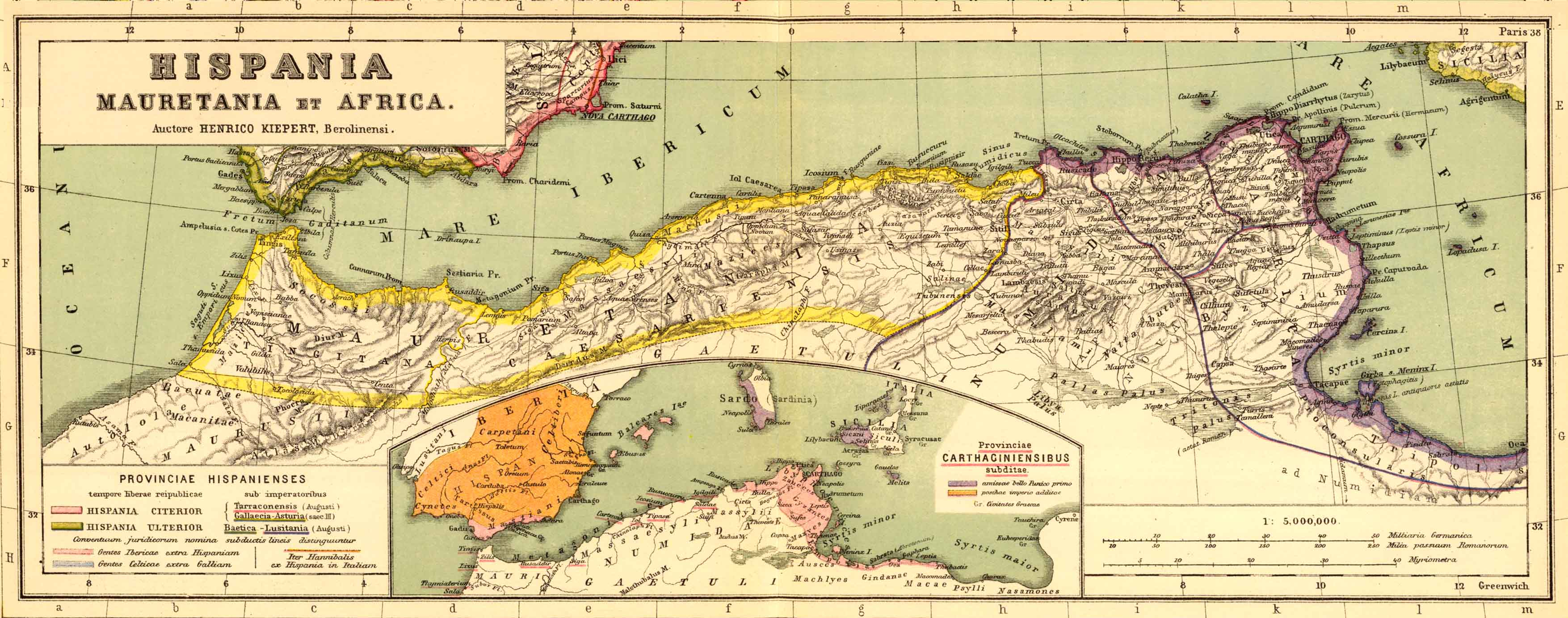
De beide delen van Mauretania
Numidië

Bogudes of Bogud (Oudgrieks Βογός Bogos, op zijn munten aangeduid als BOCUT; † 31 v.Chr.) was vanaf 80 v.Chr. koning over de westelijke helft van het koninkrijk Mauretania.
Bogudes was een zoon van Bocchus I, die koning was geweest over heel Mauretania, maar die bij zijn dood aan elk van zijn zonen een deel van het koninkrijk naliet, met als grens de loop van de Mulucharivier (Muluya), ongeveer 60 km ten westen van het huidige Oran. Bogudes regeerde over het gebied ten westen van de rivier, zijn oudere broer Bocchus II over het gebied ten oosten ervan.
In de Romeinse burgeroorlog kozen Bogudes en Bocchus de zijde van Julius Caesar. Terwijl Bocchus vooral streed tegen de aanhangers van Pompeius in Africa en Numidië, was Bogudes vooral actief in Hispania, waar hij een beslissende rol speelde in de Slag bij Munda (45).
In de jaren die volgden, waren de broers echter minder eensgezind. Volgens Cassius Dio bleef Bogudes Julius Caesar steunen, terwijl Bocchus de zijde van Sextus Pompeius koos. In ieder geval koos Bogudes na de moord op Julius Caesar de zijde van Marcus Antonius, terwijl Bocchus Octavianus steunde.
Toen Bogudes rond 38 in Hispania was om troepen van Marcus Antonius te steunen in hun belegering van Cádiz, bezette Bocchus zijn deel van Mauretania. Omdat Bogudes' hoofdstad Tingis de zijde van Bocchus koos en Bocchus bovendien gesteund werd door Octavianus, was Bogudes gedwongen zijn toevlucht te zoeken bij Marcus Antonius in het oosten. Hij sneuvelde in 31 v.Chr., toen hij probeerde een opstand van Messenië tegen Marcus Antonius te bedwingen.
Bogudes was getrouwd met Eunoë, die naar verluidt een van Julius Caesars minnaressen was.